# Marie-Jeanne Dumont
Marie-Jeanne Dominique Germaine Dumont (geboren 2. März 1955 in Sfax, Tunesien) ist eine französische Architektin und Architekturhistorikerin. Sie lehrte an der École nationale supérieure d’architecture de Paris-Belleville und war Generalsekretärin der Commission du Vieux Paris.

## Leben
Dumont studierte Architektur an der Université Paris 1 Panthéon-Sorbonne, wo sie 1980 mit dem Master of Arts abschloss. Sie trägt den Titel DPLG (diplômé par le gouvernement).
Seit 1990 unterrichtete Dumont an der École nationale supérieure d’architecture de Paris-Belleville (EnsaPB). Dort lehrte sie die Themen Architektur des 20. Jahrhunderts, Geschichte des sozialen Wohnungsbaus, moderne Architekturtheorien, Paris und Le Corbusier. Inzwischen ist sie emeritiert. Sie ist permanentes Mitglied des Institut parisien de recherche architecture urbanistique société (IPRAUS) und forschte dort zur Geschichte des sozialen Wohnungsbaus, zur Pariser Architektur, zur Geschichte des Kulturerbes, zum Leben und Werk von Le Corbusier und zur Geschichte der Architekturausbildung in Frankreich im 19. und 20. Jahrhundert.
Von 2007 bis 2011 leitete sie die Abteilung für Architekturgeschichte und Archäologie der Stadt Paris und war Generalsekretärin der Commission du Vieux Paris – der sie bis heute angehört.
Dumont ist Autorin von zahlreichen Werken über moderne Architektur, insbesondere über die in Paris. Als Architekturkritikerin hat sie für verschiedene Architekturzeitschriften geschrieben, darunter L’Architecture d’aujourd’hui, Le Bulletin d’informations de l’Institut français d’architecture, Archiscopie, Architecture Mouvement Continuité (AMC) und Criticat.
Dumon ist Mitglied des Expertenausschusses der Fondation Le Corbusier und außerdem Mitglied des Lenkungsausschusses und des wissenschaftlichen Ausschusses des Forschungsprogramms „HEansA20“ zur Geschichte der Architekturausbildung in Frankreich im zwanzigsten Jahrhundert.

## Veröffentlichungen (Auswahl)

### Monografien
- La Fondation Rothschild et les premières habitations à bon marché de Paris – 1900–1925. Ministère de l’urbanisme et du logement, Paris 1984, OCLC 492003388.
- mit Rodolphe Hammadi (Illustrationen): Paris arabesques. Architectures et décors arabes et orientalisants à Paris. Ed. Eric Koehler, Paris 1988, ISBN 978-2-907220-00-2.
- mit Paul Chemetov, Bernard Marrey: Paris-Banlieue 1919–1939. Architectures domestiques. Dunod, Paris 1989, ISBN 978-2-04-018652-4.
- La S.A.D.G., histoire d’une société d’architectes. Société française des architectes, Paris 1989.
- mit Bernard Marrey: La brique à Paris. Katalog der Ausstellung im Pariser Pavillon de l’Arsenal vom 16. Mai bis 25. August 1991. Ed. du Pavillon de l’Arsenal, Paris 1991, ISBN 978-2-7084-0414-4.
- Le logement social à Paris 1850–1930. Les habitations à bon marché. Mardaga, Liège 1991, ISBN 978-2-87009-349-8.

### Herausgeberschaft
- Le Corbusier. Lettres à ses maîtres. 1. Lettres à Auguste Perret. Éd. du Linteau, Paris 2002, ISBN 978-2-910342-32-6.
- Le Corbusier. Lettres à ses maîtres. 2. Lettres à Charles L’Eplattenier. Band 1. Éd. du Linteau, Paris 2006, ISBN 978-2-910342-35-7.
- Le Corbusier, William Ritter: Correspondance croisée 1910–1955. Éditions du Linteau, Paris 2014, ISBN 978-2-910342-57-9.
- mit Antoine Perron (Hrsg.): UP8: pour une pédagogie de l’architecture, 1966–1978. École supérieure d’architecture de Paris-Belleville, Paris 2020, ISBN 979-1-09590218-8.
- mit Anne-Marie Châtelet, Amandine Diener, Daniel Le Couédic (Hrsg.): L’architecture en ses écoles, une encyclopédie de l’enseignement de l’architecture au XXe siècle. Éditions Locus Solus, Châteaulin 2022.

### Artikel in Sammelbänden
- Les revues d’architecture en France sous l’Occupation. In: Rémi BaudouÏ (Hrsg.): Le Corbusier 1930–2020. Polémiques, mémoire et histoire. Konferenzschriften. Band 1. Tallandier, Paris 2020, ISBN 979-1-02104275-9, S. 174–190 (französisch).
- Die Offene Hand. Vom politischen Symbol zur Signatur des Künstlers. In: Le Corbusier – die menschlichen Maße. Katalog zur Ausstellung im Centre Pompidou, Musee National d’Art Moderne (Galerie 2) vom 29. April bis 3. August 2015. Scheidegger & Spiess, Zürich 2015, ISBN 978-3-85881-469-2, S. 134–159.
- xxx. In: Gauthier Bolle, Amandine Diener (Hrsg.): Dessins d’élèves architectes aux Beaux-Arts. Des dessins aux projets (1906-1968). éditions Lieux Dits, Riotord 2023, ISBN 978-2-493-52213-9.